# Isocybus trochanterus
Isocybus trochanterus är en stekelart som beskrevs av Thomson 1859. Isocybus trochanterus ingår i släktet Isocybus, och familjen gallmyggesteklar. Arten är reproducerande i Sverige.